# Ali Rabiei
Ali Rabiei (in persiano علی ربیعی‎) (Tehran, 6 dicembre 1955) è un politico iraniano, Ministro del lavoro, delle cooperative e della previdenza sociale dal 2013 al 2018.

## Biografia
Laureato all'Università di Teheran in amministrazione pubblica, ha conseguito il dottorato in strategia d'impresa.
Rabiei ha tre figli e vive a Teheran.

## Carriera
Nominato ministro dal presidente Hassan Rouhani, è stato confermato dal Parlamento il 15 agosto 2013.